# Токпан
Токпан — аул в Карасукском районе Новосибирской области. Входит в состав Октябрьского сельсовета.

## География
Площадь аула — 15 гектаров.

## Население
| 2002 | 2007 | 2010 | 2014 |
| ---- | ---- | ---- | ---- |
| 88   | ↘69  | ↘58  | ↘56  |

## Инфраструктура
В ауле по данным на 2007 год отсутствует социальная инфраструктура.